# Fronte di Liberazione del Massina
Il Fronte di Liberazione del Massina (FLM), conosciuto anche come Katiba Massina è un gruppo armato di ideologia salafita jihadista che opera nel territorio dello stato del Mali. La sua fondazione risale al gennaio del 2015 ad opera di Amadou Kouga (1961-2018) come organizzazione paramilitare connessa con il gruppo Ansar Dine.
A fine 2015, la DGSE malinese stima che il gruppo FLM contava con quasi 170 uomini totali come attivo armato. Nello stesso periodo, il generale francese François Labuze, capo in comando delle forze dell'Operazione Barkhane in Mali, stima che il gruppo FLM non contava più di poche decine di uomini in totale. Il giornale Le Monde, nel maggio del 2006, stimava un totale di 200 uomini.

## Azioni
La FLM rivendica l'attacco a Nampala del 19 giugno del 2016.
Nell'aprile del 2017, il direttore della polizia antisequestro colombiana ha assicurato che il FLM aveva rapito e sequestrato la religiosa Cecilia Narváez.
Nel novembre del 2018 il gruppo obbligò la chiusura di più di 20 scuole pubbliche delle città di Sebete e Toubacoro, a 200 km al nord di Bamako. Una parte del corpo dei professori delle scuole fu inoltre obbligato a lasciare il territorio per paura a eventuali attacchi fisici.